# Campeonato Mundial de Ginástica Rítmica de 1965
II Campeonato Mundial de Ginástica Rítmica transcorreu entre os dias 3 e 4 de dezembro de 1965, na cidade de Praga, Tchecoslováquia (atualmente República Tcheca).

## Eventos
- Individual geral
- Livre sem aparelhos
- Livre com aparelhos

## Medalhistas
| Evento              | Ouro                                             | Prata                                                   | Bronze                                                  |
| Individual geral    | Hana Micechova · Tchecoslováquia · (37,499)      | Tatiana Kravtchenko · União Soviética · (37,365)        | Hana Matachova-Bougusovska · Tchecoslováquia · (37,233) |
| Livre sem aparelhos | Tatiana Kravtchenko · União Soviética · (18,632) | Hana Matachova-Bougusovska · Tchecoslováquia · (18,600) | Hana Micechova · Tchecoslováquia · (18,566)             |
| Livre com aparelhos | Hana Micechova · Tchecoslováquia · (18,933)      | Tatiana Kravtchenko · União Soviética · (18,733)        | Lilia Natmoutdinova · União Soviética · (18,689)        |

## Quadro de medalhas
| Ordem | País            | Medalha de ouro | Medalha de prata | Medalha de bronze |   |
| ----- | --------------- | --------------- | ---------------- | ----------------- | - |
| 1     | Checoslováquia  | 2               | 1                | 2                 | 5 |
| 2     | União Soviética | 1               | 2                | 1                 | 4 |
| TOTAL | TOTAL           | 3               | 3                | 3                 | 9 |